# Composição artística
Nas Artes visuais, em particular Pintura, Design Gráfico, Fotografia e Escultura -- a composição é o posicionamento do arranjo de elementos visuais ou ingredientes em um trabalho de arte, o que difere do tema do trabalho. Pode também ser pensada como a organização dos elementos de arte de acordo com os princípios de arte.
Composição significa "juntar", pode ser aplicado a qualquer obra de arte, de música a escrita ou a fotografia. É uma organização consciente. Nas Artes Visuais, o termo composição é muitas vezes chamado de Design, Forma, Ordenação visual ou Estrutura Formal, dependendo do contexto. Em Design Gráfico manual ou digital para impressão, composição é referida comumente como layout de página.

## Elementos do Desenho
Os vários elementos visuais, conhecidos como Elementos do Design, Elementos Formais ou Elementos de Arte, são o vocabulário que os artistas visuais usam para compor. Esses elementos no desenho como um todo comumente se inter relacionam, bem como se relacionam com a arte em que estão inseridos.
Os elementos são:
- Linha - O caminho visual que permite o olho se mover dentro da peça.
- Forma - Áreas definidas pelas bordas, independente se a forma é orgânica ou geométrica
- Cor - Matizes e seus diversos valores
- Textura - Características das superfícies, as quais se transformam em ilusões táteis
- Tom - Sombreamento usado para enfatizar a forma
- Forma - Comprimento, largura e profundidade em 3 dimensões (3D)
- Espaço - O espaço ocupado (Positivo) ou entre (Negativo) os objetos
- Profundidade - Distância percebida pelo observador, separado em Plano frontal(Foreground), Plano de Fundo (Background) e opcionalmente Plano Médio (Middle Ground)

## Princípios de organização
O artista determina qual será o centro de interesse da obra de arte (O foco, na Fotografia), e compõe os elementos de acordo. O olhar do espectador irá então tender a demorar mais tempo sobre esses pontos de interesse. Os elementos são arranjados considerando-se vários fatores (conhecidos nas diferentes formas, como Princípios de organização, Princípios da arte, ou Princípios de Design) em um todo harmonioso os quais trabalham juntos para produzirem o resultado desejado -- um fenômeno conhecido como Unidade. Tais fatores em composição não devem ser confundidos com os elementos da arte (ou elementos do Design) em si.
Alguns princípios de organização que afetam a composição de uma pintura são:
- Forma e proporção
- Posicionamento/Orientação/Equilíbrio/Harmonia entre os elementos
- A área dentro do campo de visão usado para a pintura (Recorte)
- O caminho ou direção seguida pelos olhares do espectador enquanto observa a imagem
- Espaço negativo
- Cor
- Contraste: o valor, ou grau de claro e escuro usado na imagem
- Geometria: por exemplo, o uso de Secção Áurea
- Linhas
- Ritmo
- Iluminação ou Luminância
- Repetição (Algumas vezes a construção de um padrão; ritmo também entra em jogo, como a geometria faz)
- Perspectiva
- Quebrar as regras pode criar tensão ou desconforto

### Ponto de Vista (Direcionando o olho)
A posição do observador pode influenciar fortemente a estética da imagem, mesmo se o assunto é inteiramente imaginário e visto "com os olhos da mente". Não somente isso influencia os elementos dentro da imagem, como também influencia a interpretação do assunto pelo observador. Por exemplo, se um garoto é fotografado de cima, talvez pela altura dos olhos de um adulto, ele é diminuído em sua estatura. Uma fotografia tirada no nível da criança poderá tratá-lo como um igual, e uma tirada de baixo pode resultar em uma impressão de que ela é dominadora. Portanto, o fotógrafo está escolhendo o posicionamento do observador.
Um assunto pode se dramatizar quando enche a tela, pois existe uma tendência de se perceber as coisas como maiores do que realmente são, e usando-se toda a tela o mecanismo psicológico é todo preenchido. Isso pode ser usado para eliminar as distrações do background.
Em Fotografia, alterando a posição da câmera há a possibilidade de se mudar a imagem e então o assunto tem menos ou mais coisas com o que se distrair. Isso pode ser alcançado aproximando-se mais, movendo-se lateralmente, inclinando-se, enquadrando, ou movendo a câmera verticalmente.